# Mercedes-AMG F1 W10 EQ Power+
Der Mercedes-AMG F1 W10 EQ Power+ war der Formel-1-Rennwagen des Mercedes-Werksteams für die Formel-1-Weltmeisterschaft 2019. Er ist der elfte Mercedes-Formel-1-Rennwagen insgesamt und der zehnte der modernen Ära. Er wurde am 13. Februar 2019 in Silverstone präsentiert. Die Bezeichnung F1 W10 EQ Power+ steht für Mercedes F1, das bei Mercedes-Benz traditionell nummerierte W für Wagen sowie die beworbene Submarke von Mercedes-Benz für Elektromobilität und Plug-in-Hybride (EQ Power).
Für die Entwicklung des Fahrzeugs zeichnete als Technischer Direktor James Allison gesamtverantwortlich. Angetrieben wurde der Rennwagen von dem weiterentwickelten 1,6-Liter-V6-Turbo-Hybridmotor von Mercedes AMG HPP aus der Vorsaison.
Mit dem F1 W10 EQ Power+ konnte das Mercedes-Werksteam beide Weltmeistertitel erneut verteidigen. Lewis Hamilton wurde zum insgesamt sechsten Mal Fahrerweltmeister. Insgesamt gelangen 15 Grand-Prix-Siege, wovon elf durch Hamilton und vier durch Valtteri Bottas eingefahren wurden. Fünf Doppelsiege in Folge zu Saisonbeginn bedeuteten einen neuen Rekordwert.

## Technik und Entwicklung
Während der Entwicklung des W10 kam es bei Mercedes zu personellen Veränderungen im Ingenieursstab: Der vormalige Designchef Aldo Costa trat mit der Saison 2019 vom operativen Geschäft zurück. Die Stelle wurde nicht direkt neu besetzt und die Aufgaben innerhalb der Engineering Group verteilt. Er war somit nur in der Frühphase der Entwicklung des W10 noch beteiligt. Performance Direktor Mark Ellis legte ein Sabbatjahr ein und wurde vom vorigen Chef-Aerodynamiker Lois Serra vertreten. Darüber hinaus wurde das Fahrzeug von dem bewährten Technikerteam um John Owen, Eric Blandin und Mike Elliott unter der Leitung von Technikchef James Allison entwickelt.
Wie alle Formel-1-Fahrzeuge des Jahres 2019 ist der Mercedes-AMG F1 W10 EQ Power+ ein hinterradangetriebener Monoposto mit einem Monocoque aus kohlenstofffaserverstärktem Kunststoff (CFK). Außer dem Monocoque bestehen viele weitere Teile des Fahrzeugs, darunter die Karosserieteile und das Lenkrad aus CFK. Auch die Bremsscheiben sind aus einem hitzebeständigen kohlenstofffaserverstärktem Verbundmaterial.
Angetrieben wird der W10 EQ Power+ vom Mercedes-AMG F1 M10 EQ Power+, einem in Fahrzeugmitte montierten 1,6-Liter-V6-Turbomotor von Mercedes AMG High Performance Powertrains mit vier obenliegenden Nockenwellen sowie einem 120 kW starken Elektromotor. Es handelte sich um die 2019er Ausbaustufe des seit 2014 verwendeten Formel-1-Motors von Mercedes. Die Kraft überträgt ein sequentielles, mit Schaltwippen betätigtes Achtganggetriebe.

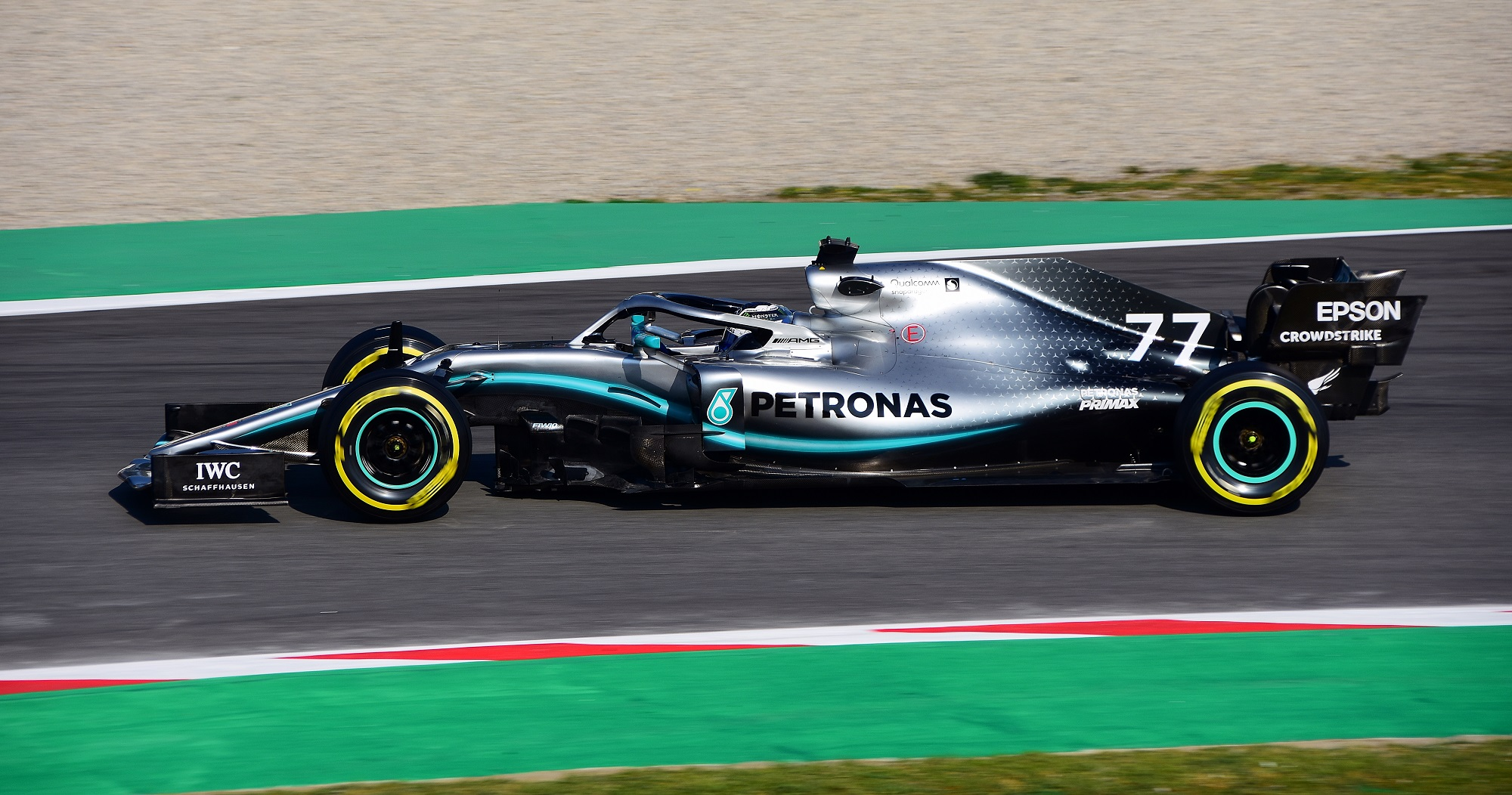
Bottas im neuen Mercedes F1 W10 während der ersten Testwoche 2019 in Barcelona

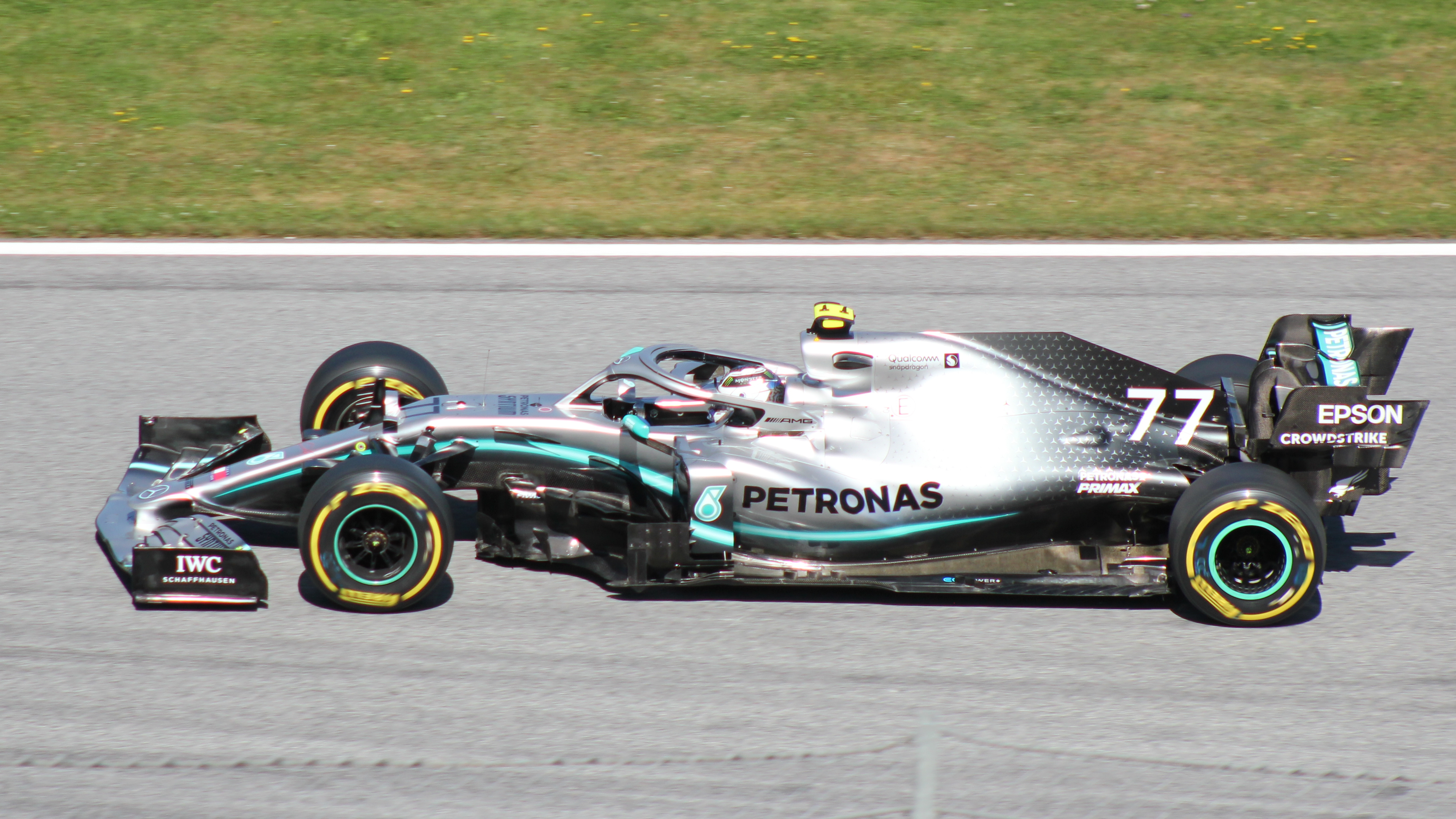
Debüt in der zweiten Testwoche: Grundlegend überarbeiteter W10

Das technische Reglement schrieb für die Saison 2019 breitere und dafür simpler konstruierte Front- und Heckflügel vor, um das Hinterherfahren und Überholen zu erleichtern. Trotz dieser Änderungen war der W10 eine Weiterentwicklung des Vorgängers, da an dem generellen Aerodynamikkonzept mit langem Radstand und geringer Anstellung nichts verändert wurde. Das neue Auto sollte die Performance der Hinterreifen auf verschiedenen Streckentypen besser konservieren als sein Vorgänger, wofür das Team die Fahrwerksgeometrie und den Luftfluss im nochmals taillierter geschnittenen Heck optimierte.
Die Gesamtbreite des Fahrzeugs beträgt 2000 mm, die Breite zwischen Vorder- und Hinterachse 1600 mm, die Höhe 950 mm. Der Frontflügel hat eine Breite von 1800 mm, der Heckflügel von 950 mm sowie eine Höhe von 800 mm. Der Diffusor hat eine Gesamthöhe von 175 mm und eine Breite von 1050 mm. Der Wagen ist mit 305 mm breiten Vorderreifen und mit 405 mm breiten Hinterreifen vom Einheitslieferanten Pirelli ausgestattet, die auf 13-Zoll-Rädern montiert sind.
Bei den Testfahrten vor Saisonbeginn in Barcelona machte Scuderia Ferrari mit konstanten und schnelleren Rennsimulationen den besseren Eindruck. Mercedes fuhr in der ersten Woche überwiegend Systemchecks und konzentrierte sich erst in der zweiten Woche mit einer aerodynamischen B-Version des W10 auf die Performance. Durch die neuen Frontflügel entwickelten sich zum Saisonbeginn zwei Designphilosophien. Mercedes setzte wie in den Vorjahren auf steil angestellte Flügel über die erlaubte Breite um möglichst viel Abtrieb aber auch Luftwiderstand zu generieren. Ferrari entwickelte nach außen abfallende, flache Frontflügel für geringeren Luftwiderstand und höhere aerodynamische Effizienz. Zunächst schien Mercedes einen Trend verpasst und Ferrari das neue Reglement besser umgesetzt zu haben. Die Scuderia reiste als Favorit zum Saisonauftakt nach Melbourne.
Im weiteren Saisonverlauf zeigte sich jedoch, dass Mercedes mit seinem Frontflügelkonzept insgesamt mehr und besser ausbalancierten Abtrieb generieren konnte und damit die Anforderungen der Pirelli-Reifen der Generation 2019 besser erfüllte. Die Fahrer bekamen durch den erhöhten Abtrieb mehr Energie in die Reifen und diese damit im Qualifying schneller in das richtige Temperaturfenster. Im Rennen rutschten die Autos zudem weniger und der Reifenverschleiß war geringer. Lediglich auf Strecken mit hohem Anteil an Geraden (Bahrain, Spielberg) konnte Ferrari mit seiner aerodynamischen Effizienz auftrumpfen.
Der Rennwagen verfügte, wie alle Formel-1-Fahrzeuge seit 2011, über DRS und, wie bereits der Vorgänger W09, über das vorgeschriebene Halo-System zum Schutz des Fahrers.

## Lackierung und Sponsoring
Der W10 EQ Power+ war in Anlehnung an die Mercedes-Silberpfeile überwiegend silberfarbig lackiert. Zusätzlich gab es wegen des Hauptsponsors Petronas seitlich einen cyanfarbenen Streifen.
Es gab mehrere Sonderlackierungen des Fahrzeugs: Beim Großen Preis von Monaco war das Halo-System in Anlehnung an das Markenzeichen des wenige Tage zuvor verstorbenen bisherigen Aufsichtsratsvorsitzenden Niki Lauda, das rote Baseballcap, rot lackiert.

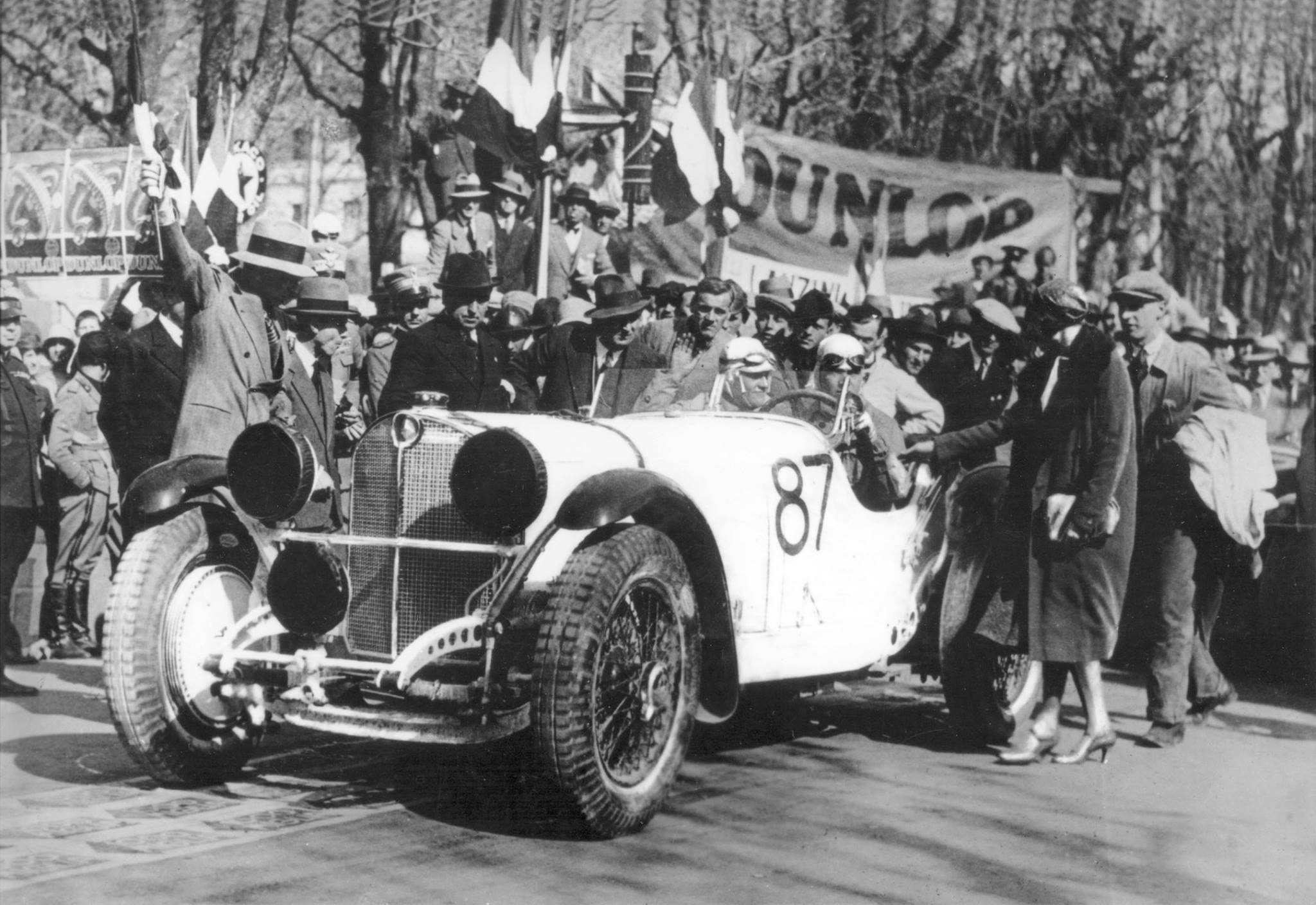
Weiß lackierter Siegerwagen bei der Mille Miglia 1931: Mercedes-Benz SSKL mit Spitznamen Weißer Elefant

Anlässlich des 125. Jahrestages des ersten Automobil-Wettkampfes und somit 125 Jahren Motorsporthistorie von Mercedes-Benz war die Front der Fahrzeuge beim Großen Preis von Deutschland weiß lackiert. In Anlehnung an die Geschichte der Silberpfeile wurde dann hinter den Vorderrädern der Eindruck erweckt, dass die weiße Farbe abgekratzt wurde, hier war dann wieder die silberne Lackierung zu sehen. Auch die Sponsorenlogos im Bereich der weißen Fahrzeugfront wurden entweder durch historische Logos der Sponsoren ersetzt oder nur in Graustufen angebracht.
Es warben Crowdstrike, Epson, IWC, Petronas, Pirelli, Qualcomm und Tommy Hilfiger auf dem Fahrzeug.

## Fahrer
Mercedes trat wie in der Vorsaison mit dem Fahrerduo Valtteri Bottas und Lewis Hamilton an. Während Hamilton bereits seine sechste Saison im Werksteam bestritt, fuhr Bottas seine zweite.
Mercedes-Juniorfahrer Esteban Ocon unterstützte das Team an der Rennstrecke als Ersatzfahrer. Mit Stoffel Vandoorne wurde neben Esteban Gutierrez im Vorfeld noch ein weiterer Entwicklungsfahrer verpflichtet.

## Saisonverlauf

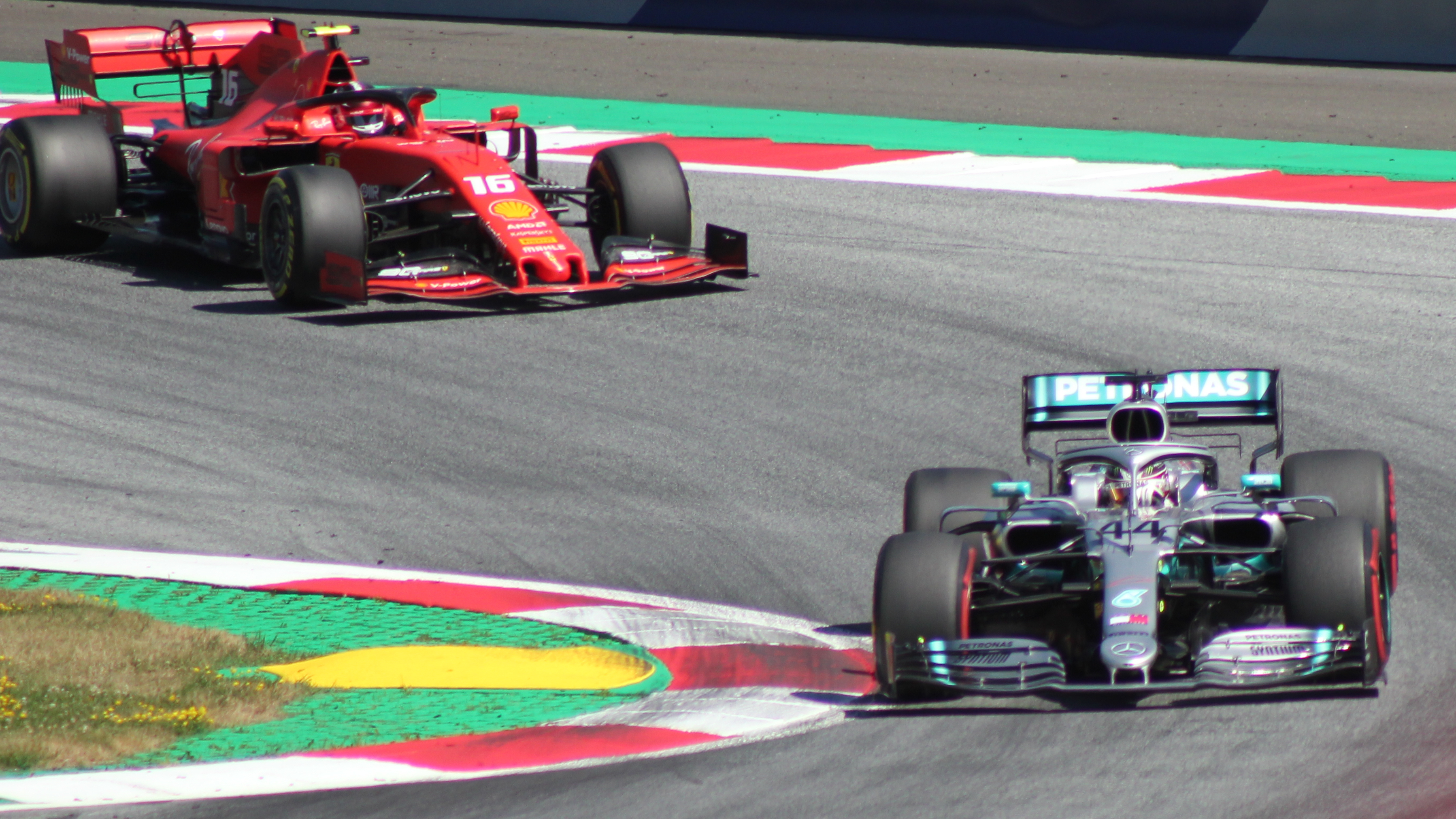
Charles Leclerc folgt Hamilton beim Großen Preis von Österreich

Mercedes erwischte trotz schwierig verlaufener Testfahrten beim Auftaktwochenende in Melbourne mit einem Doppelsieg von Hamilton vor Bottas einen erfolgreichen Saisonstart. Insgesamt fünf Doppelsiege in den ersten fünf Rennen verdeutlichen die neuerliche Dominanz.
Beim Großen Preis von Österreich hatte das Team erstmals in der Saison große Performance-Probleme. Die Höhenlage von Spielberg führte in Kombination mit der extremen Hitze zu Kühlproblemen, sodass die Leistung der Motoren im Rennen gedrosselt werden musste. Bottas wurde Dritter, Hamilton Fünfter.
Beim Großen Preis von Deutschland in Hockenheim feierte das Team das 200. Rennen in der Formel 1 und 125 Jahre Mercedes-Benz Motorsportgeschichte. Ausgerechnet dieses Rennen entwickelte sich jedoch nach mehreren Regenschauern zum Tiefpunkt der Saison. Nach mehreren Ausrutschern, schlechten Boxenstopps und missglückter Strategie beider Fahrer kam Hamilton nur auf Rang 9 ins Ziel, während Bottas punktlos blieb.
Beim Großen Preis von Japan sicherte sich Mercedes zum sechsten Mal in Folge die Konstrukteurs-Weltmeisterschaft. In Austin landete das Team einen Doppelsieg mit Valtteri Bottas vor Lewis Hamilton, womit auch Hamilton vorzeitig den WM-Titel gewann.
Mercedes erzielte insgesamt 739 Punkte. Weltmeister Hamilton beendete das Jahr mit 413 Punkten, was einen neuen Rekord bedeutete, während Vizeweltmeister Bottas 326 Zähler einfuhr. Es gelangen 2019 insgesamt 15 Grand-Prix-Siege und zehn Pole-Positions. Hamilton gelangen elf Siege, Bottas vier.

## Ergebnisse
| Fahrer                          | Nr.                             | 1 | 2 | 3 | 4 | 5 | 6 | 7 | 8 | 9 | 10 | 11  | 12 | 13 | 14 | 15 | 16 | 17 | 18 | 19 | 20  | 21 | Punkte | Rang |
| ------------------------------- | ------------------------------- | - | - | - | - | - | - | - | - | - | -- | --- | -- | -- | -- | -- | -- | -- | -- | -- | --- | -- | ------ | ---- |
| Formel-1-Weltmeisterschaft 2019 | Formel-1-Weltmeisterschaft 2019 |   |   |   |   |   |   |   |   |   |    |     |    |    |    |    |    |    |    |    |     |    | 739    | 1.   |
| L. Hamilton                     | 44                              | 2 | 1 | 1 | 2 | 1 | 1 | 1 | 1 | 5 | 1  | 9   | 1  | 2  | 3  | 4  | 1  | 3  | 1  | 2  | 7   | 1  | 739    | 1.   |
| V. Bottas                       | 77                              | 1 | 2 | 2 | 1 | 2 | 3 | 4 | 2 | 3 | 2  | DNF | 8  | 3  | 2  | 5  | 2  | 1  | 3  | 1  | DNF | 4  | 739    | 1.   |

| Legende  | Legende            | Legende                                                          |
| Farbe    | Abkürzung          | Bedeutung                                                        |
| -------- | ------------------ | ---------------------------------------------------------------- |
| Gold     | –                  | Sieg                                                             |
| Silber   | –                  | 2. Platz                                                         |
| Bronze   | –                  | 3. Platz                                                         |
| Grün     | –                  | Platzierung in den Punkten                                       |
| Blau     | –                  | Klassifiziert außerhalb der Punkteränge                          |
| Violett  | DNF                | Rennen nicht beendet (did not finish)                            |
| Violett  | NC                 | nicht klassifiziert (not classified)                             |
| Rot      | DNQ                | nicht qualifiziert (did not qualify)                             |
| Rot      | DNPQ               | in Vorqualifikation gescheitert (did not pre-qualify)            |
| Schwarz  | DSQ                | disqualifiziert (disqualified)                                   |
| Weiß     | DNS                | nicht am Start (did not start)                                   |
| Weiß     | WD                 | zurückgezogen (withdrawn)                                        |
| Hellblau | PO                 | nur am Training teilgenommen (practiced only)                    |
| Hellblau | TD                 | Freitags-Testfahrer (test driver)                                |
| ohne     | DNP                | nicht am Training teilgenommen (did not practice)                |
| ohne     | INJ                | verletzt oder krank (injured)                                    |
| ohne     | EX                 | ausgeschlossen (excluded)                                        |
| ohne     | DNA                | nicht erschienen (did not arrive)                                |
| ohne     | C                  | Rennen abgesagt (cancelled)                                      |
| ohne     | keine WM-Teilnahme |                                                                  |
| sonstige | P/fett             | Pole-Position                                                    |
| sonstige | 1/2/3/4/5/6/7/8    | Punktplatzierung im Sprint-/Qualifikationsrennen                 |
| sonstige | SR/kursiv          | Schnellste Rennrunde                                             |
| sonstige | *                  | nicht im Ziel, aufgrund der zurückgelegten Distanz aber gewertet |
| sonstige | ()                 | Streichresultate                                                 |
| sonstige | unterstrichen      | Führender in der Gesamtwertung                                   |

## Galerie

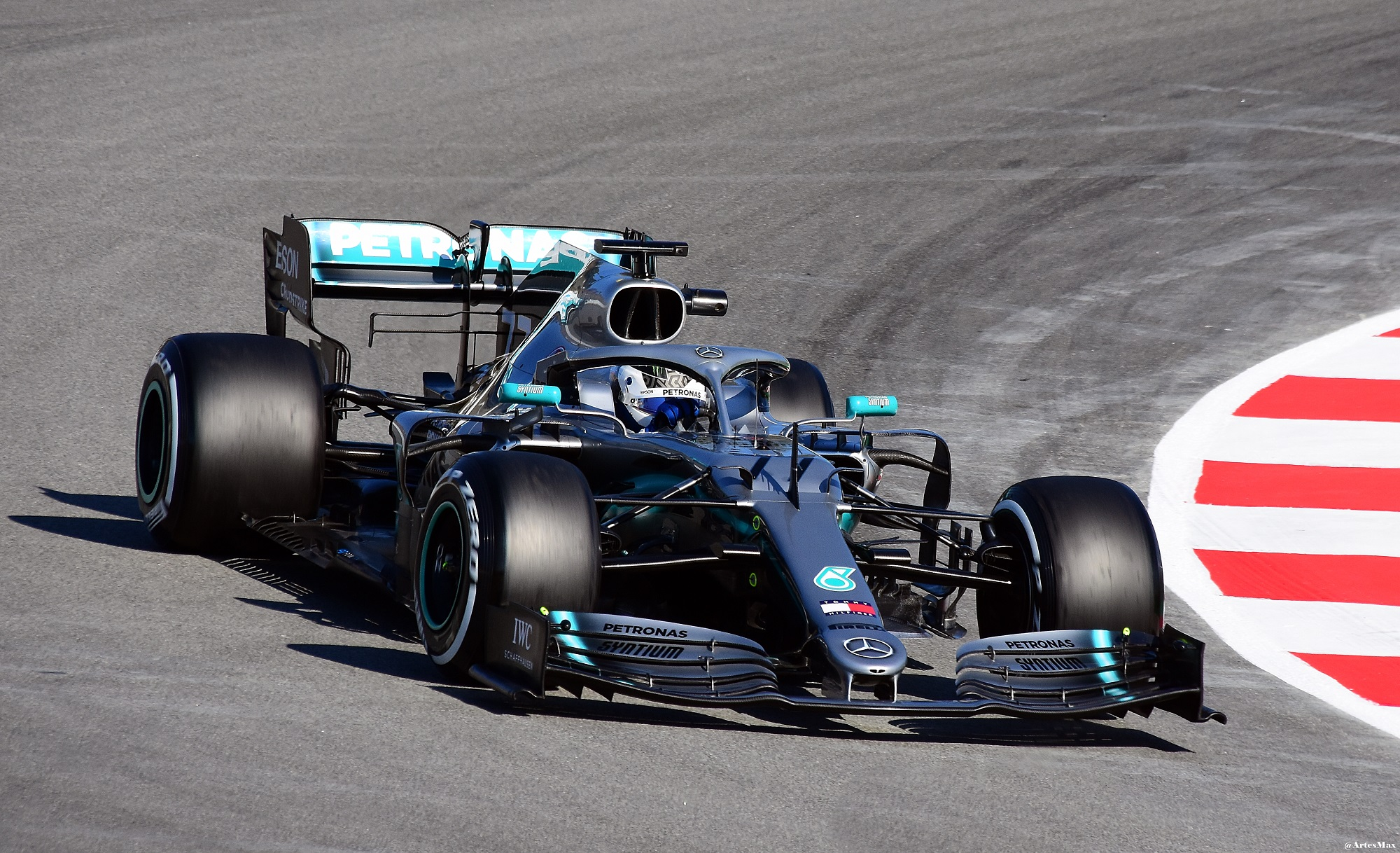
Der F1 W10 EQ Power+ bei Testfahrten vor der Saison in Barcelona
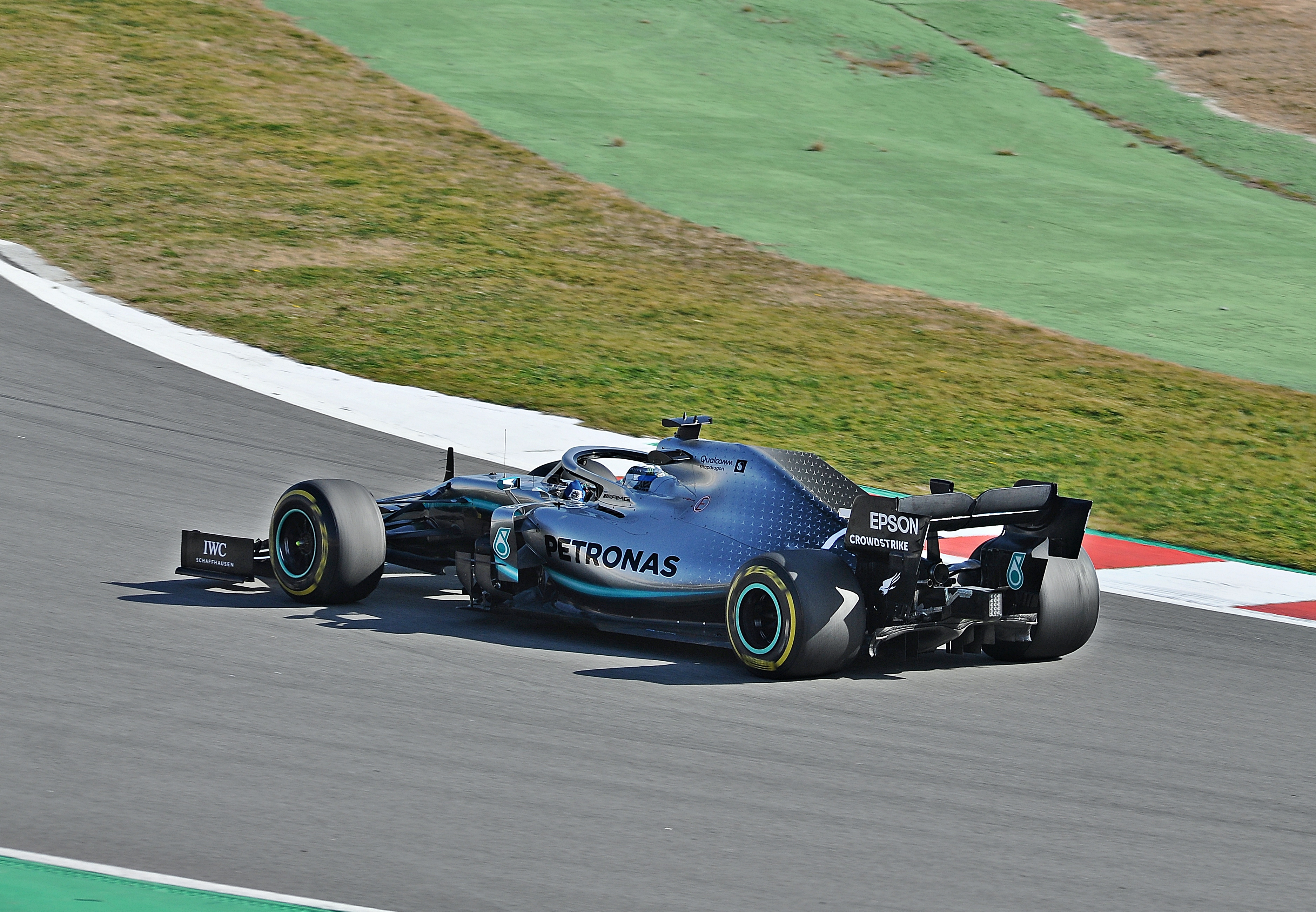
Bottas im F1 W10 EQ Power+ bei Testfahrten vor der Saison in Barcelona
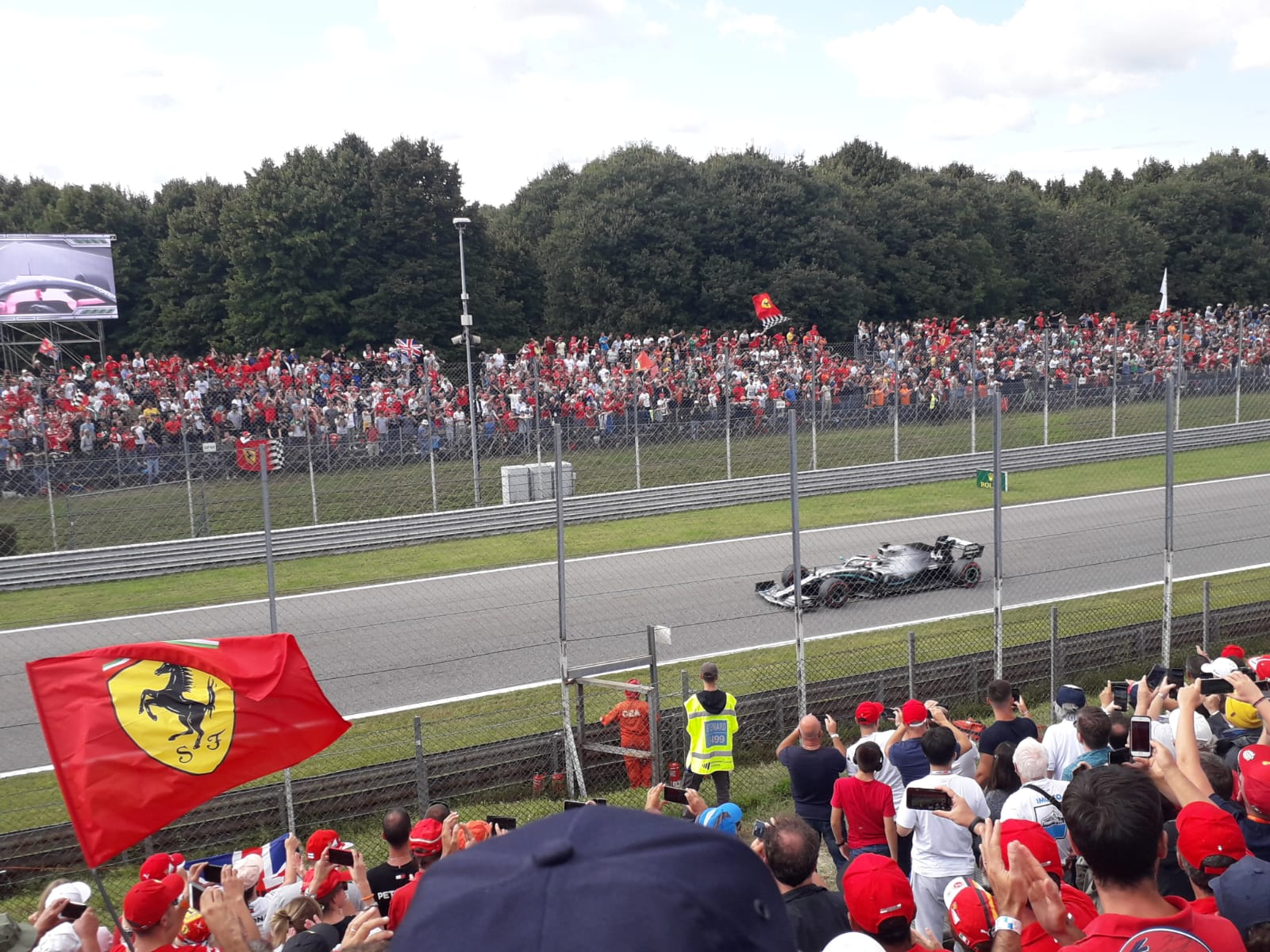
Hamilton beim Italien-GP in Monza
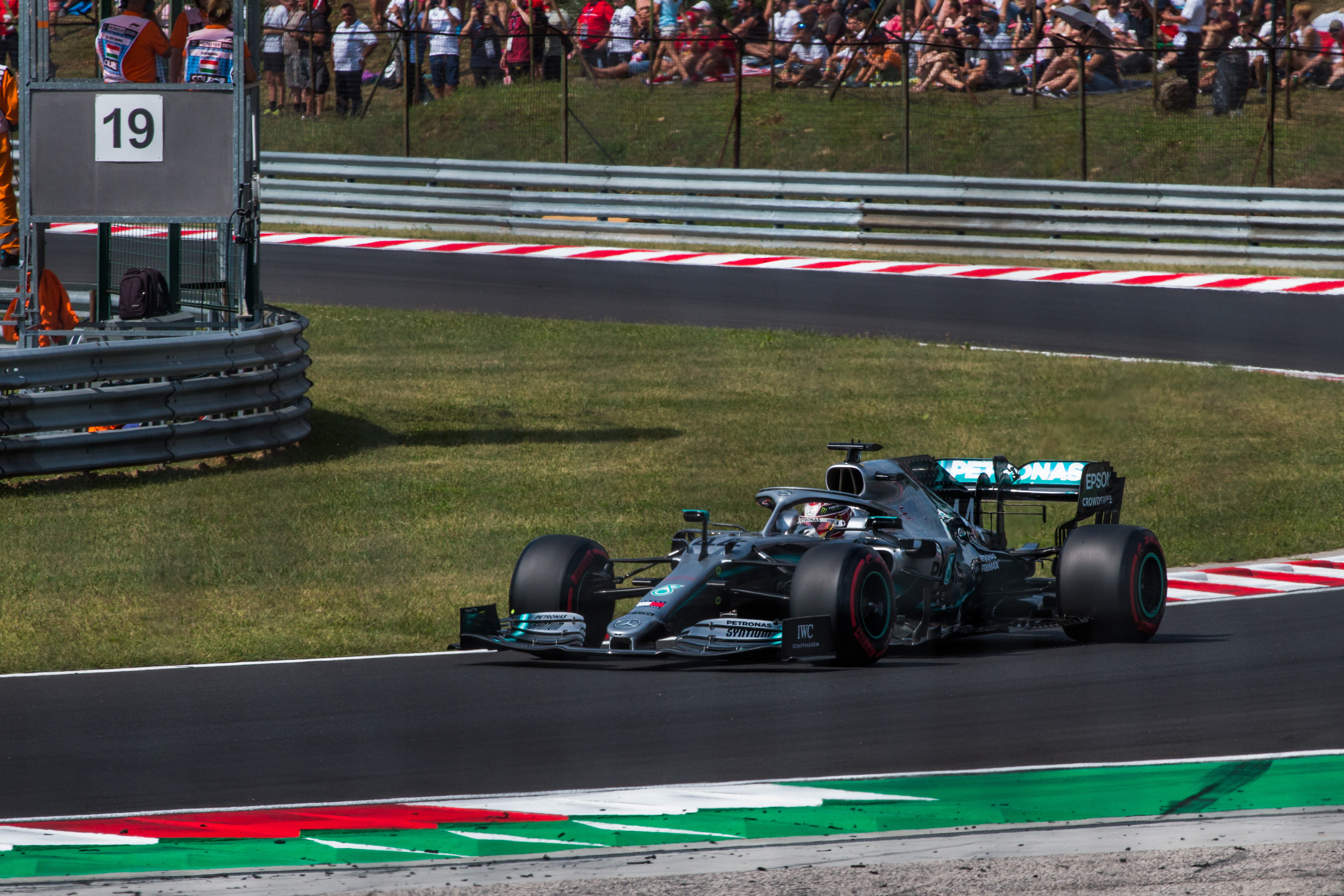
Hamilton im F1 W10 beim Ungarn-GP
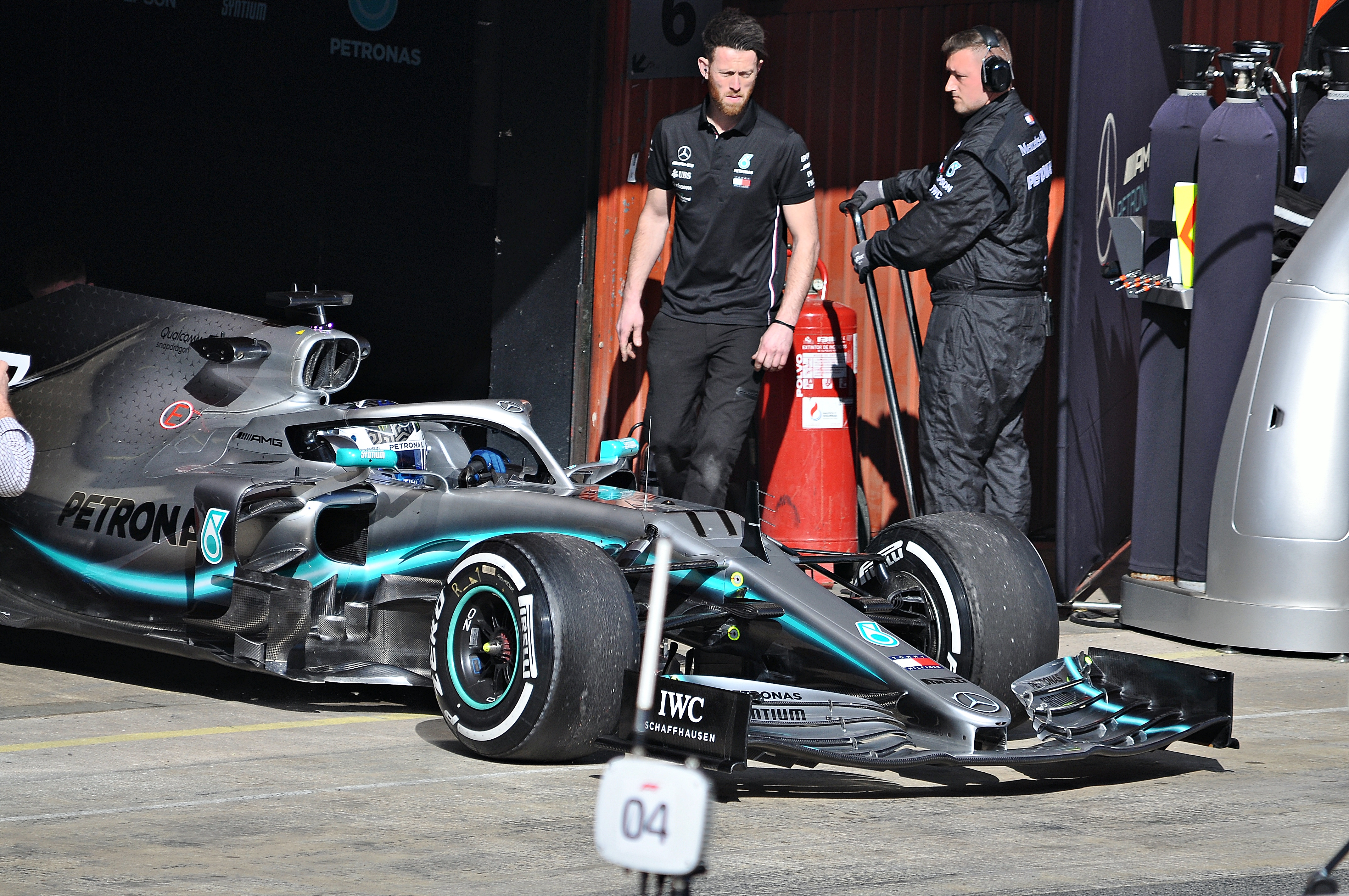
Nahaufnahme des F1 W10 mit Bottas im Cockpit
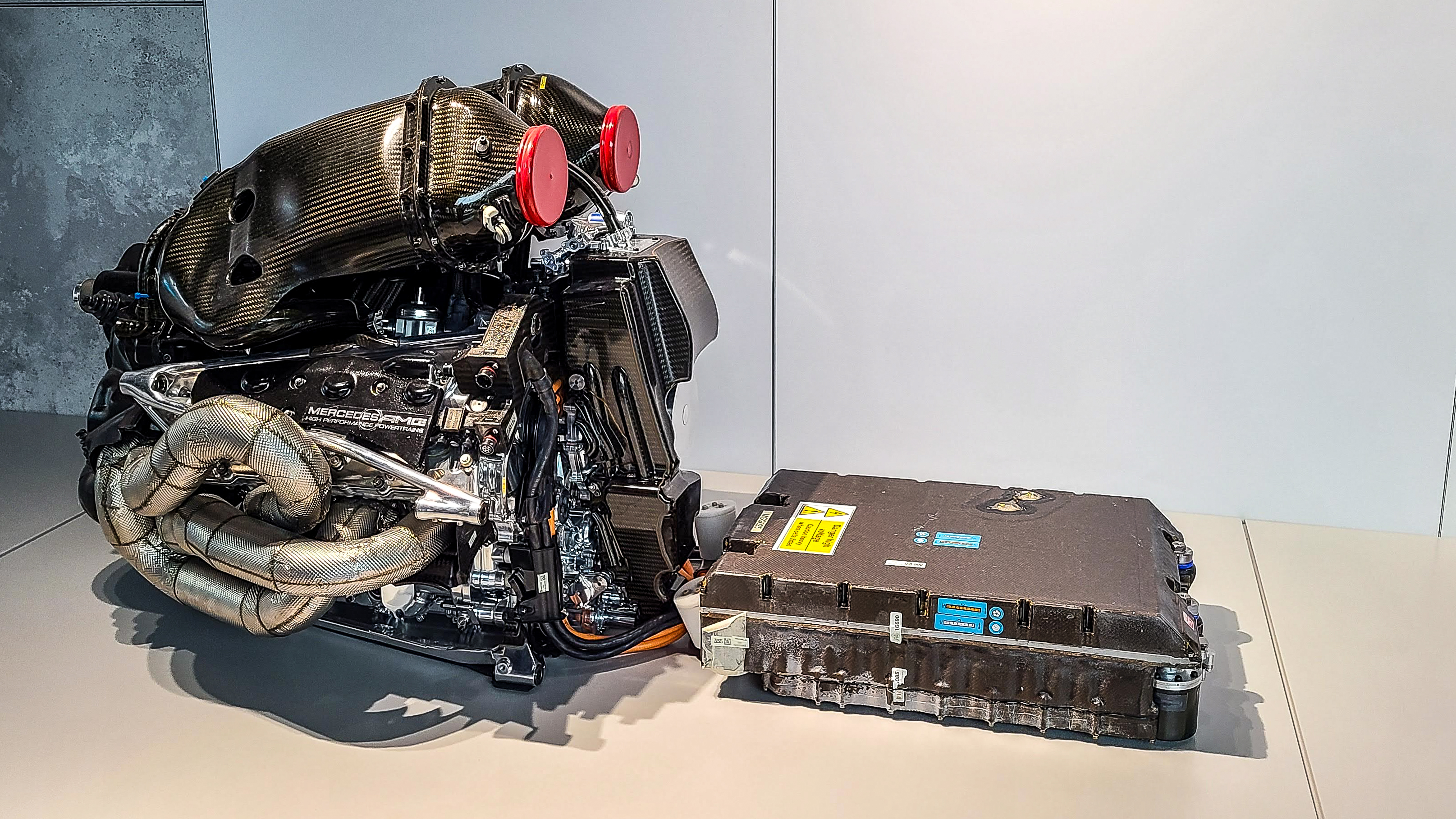
Mercedes-AMG HPP F1 M10 EQ Power+ (Power Unit)
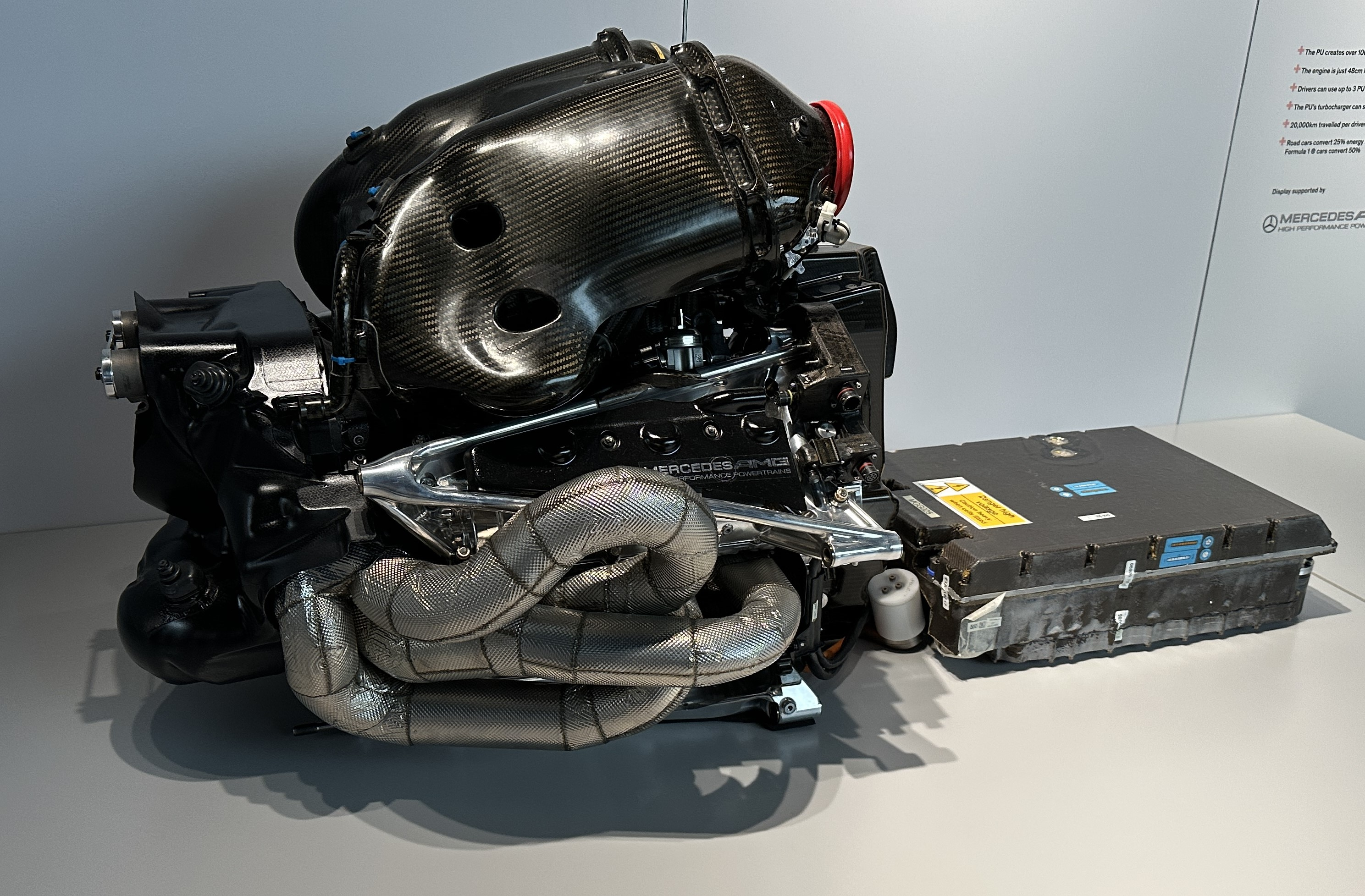
Nahaufnahme der Power Unit